# Collégiale Saint-Jacques de Sallanches
La collégiale Saint-Jacques-le-Majeur est une église située à Sallanches, dans le département français de Haute-Savoie.

## Localisation
L'église est située dans le département français de la Haute-Savoie, sur la commune de Sallanches. Elle est désormais une église paroissiale, l'une des neuf églises de la paroisse Saint-François-d'Assise en Vallée d'Arve, dépendant du Diocèse d'Annecy.

## Historique
L'ancienne église est élevée au rang de collégiale par le pape Clément VII, le 2 décembre 1389.
Dédiée à saint Jacques, elle obtient une relique (une côte) du saint.
L'édifice actuel date du XVIIe siècle. En effet, le 20 novembre 1669, un incendie affecte Sallanches et ses maisons ; il détruit l'église, et celle-ci sera rebâtie en 1688.
L'édifice est inscrit au titre des monuments historiques en 1986.

## Description
À l'intérieur, des peintures en trompe-l'œil du piémontais Casimir Vicario, puis terminées par ses élèves à la suite de son décès en 1847. Celui-ci est intervenu dans les cathédrales Saint-Pierre de Moûtiers et Saint-François-de-Sales de Chambéry, ainsi qu'au château des ducs de Savoie. 
Son travail est poursuivi par les peintres Giacobini et J.B Ferraris.

## Galerie d'images

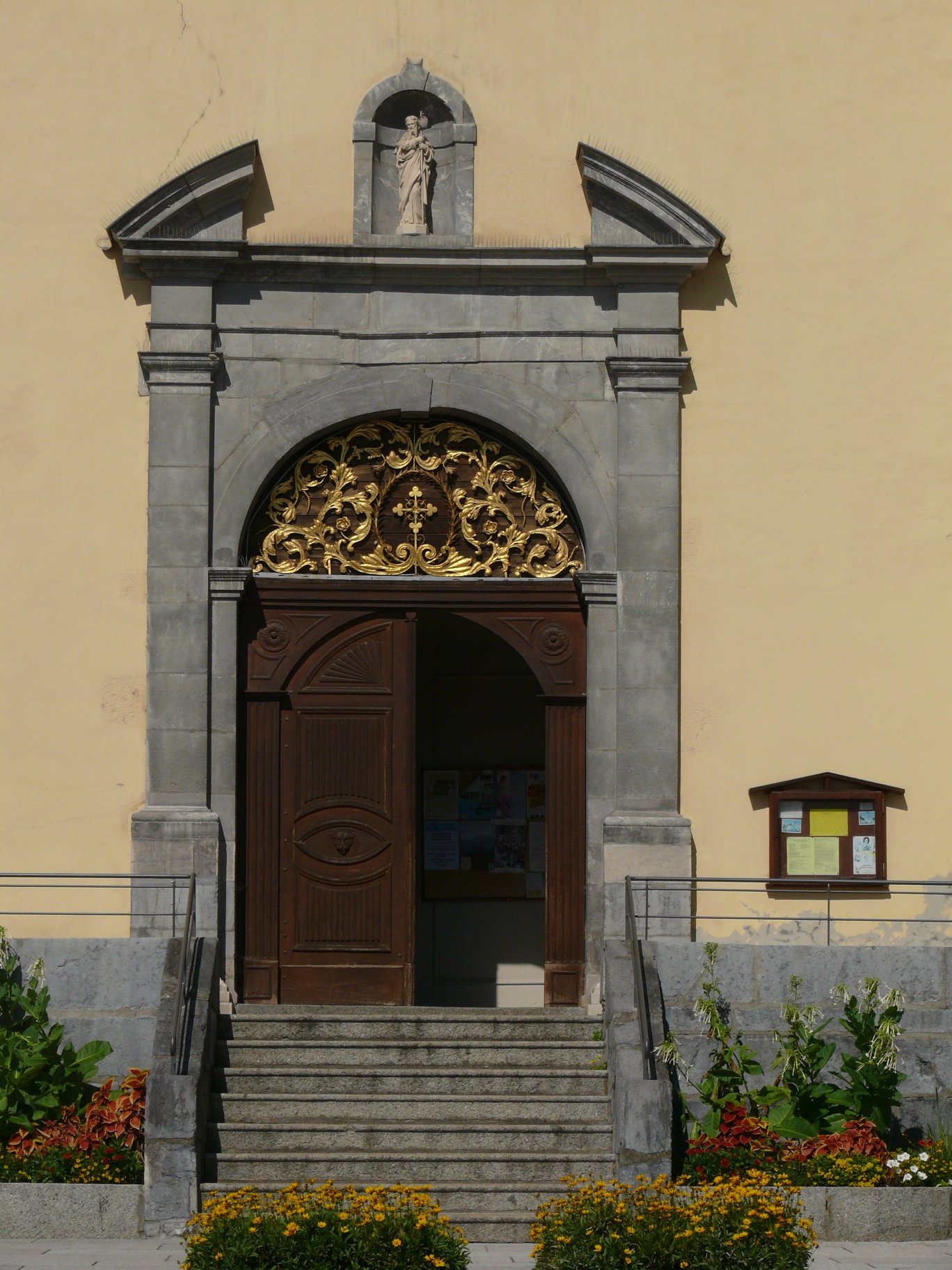
La porte
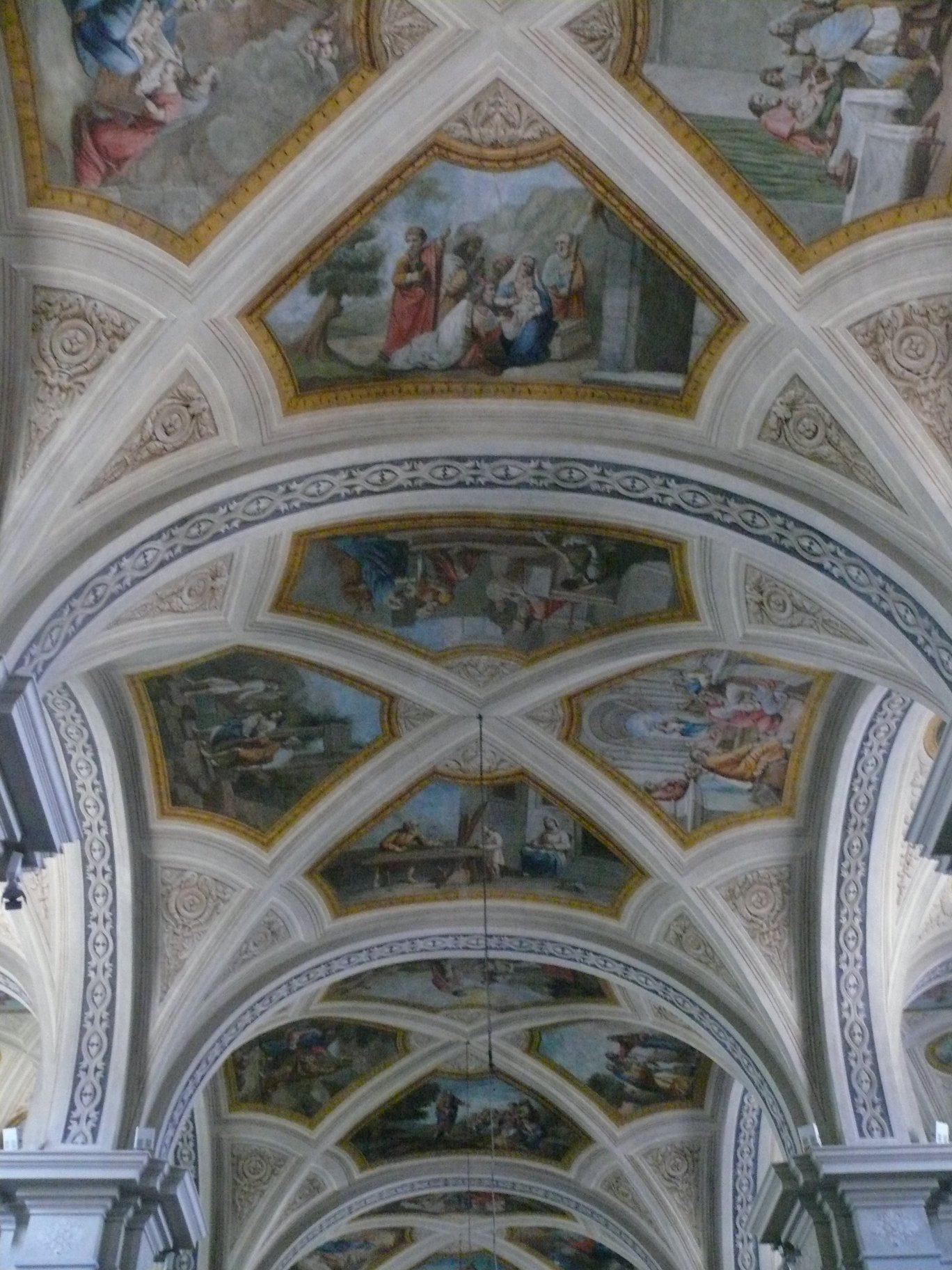
La voûte et ses fresques
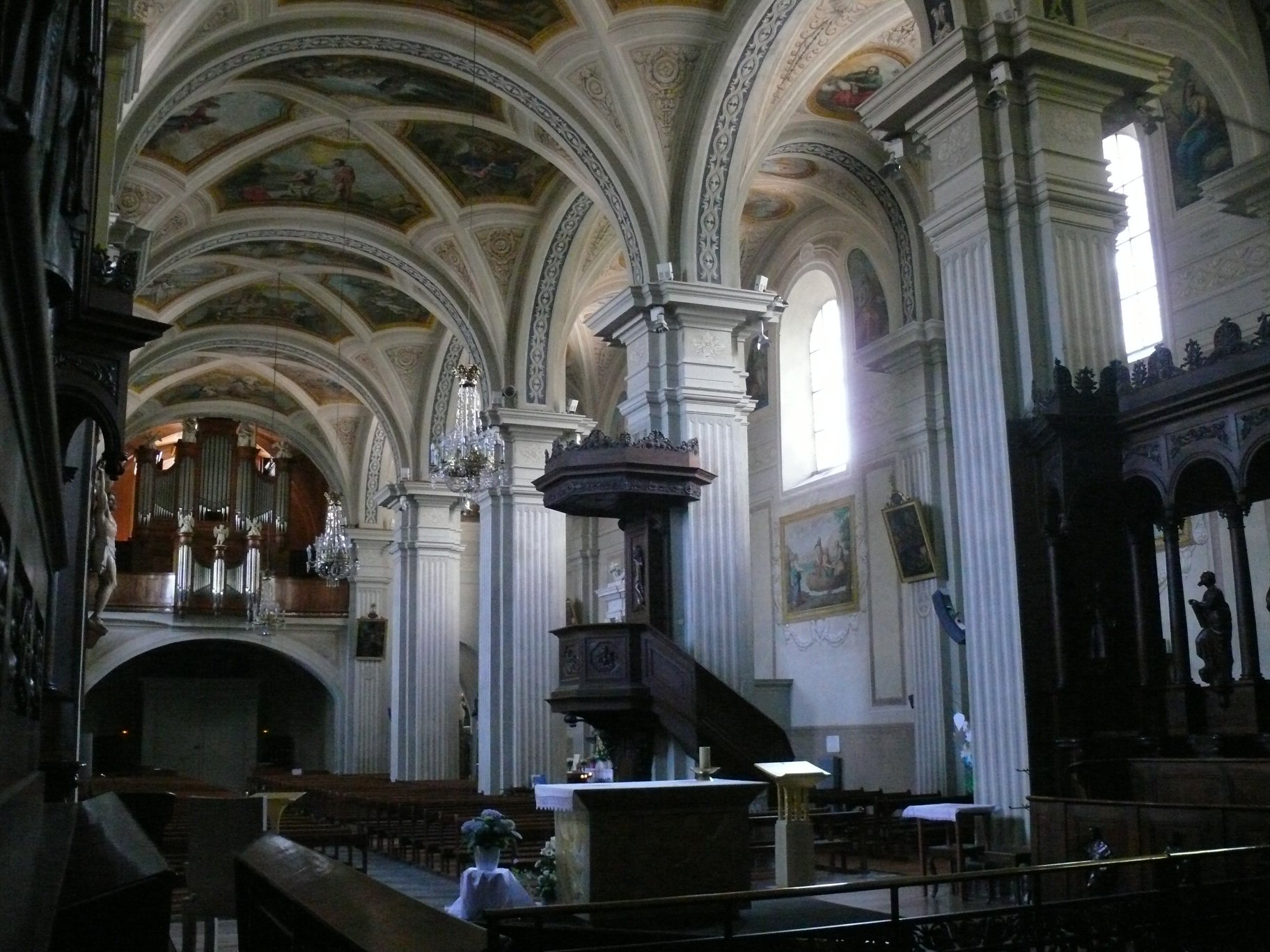
La nef
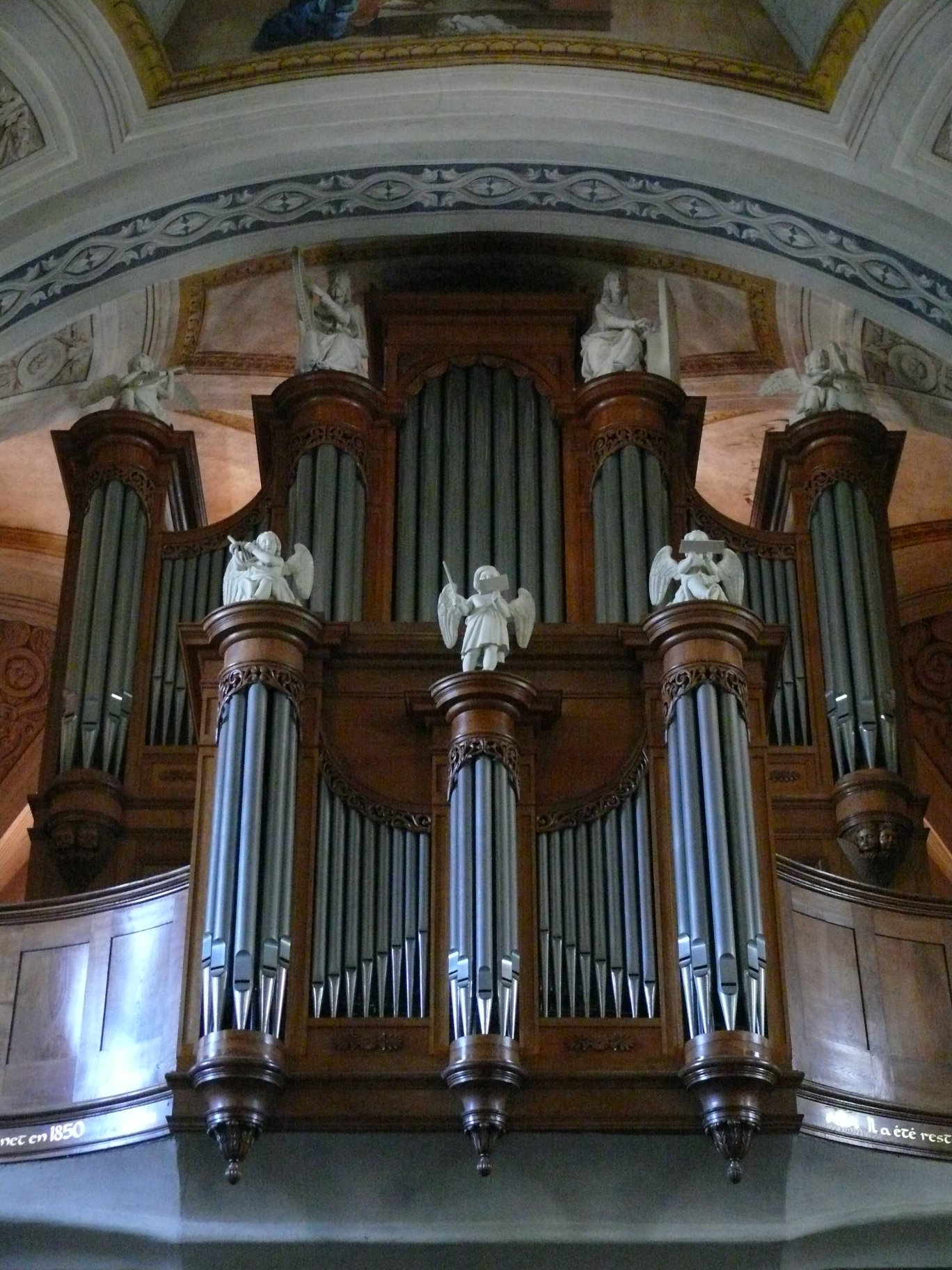
L'orgue

## Armes
Les armes de la collégiale reprennent celle de la ville de Sallanches qui blasonnent ainsi : De gueules au chevron versé ondé d'argent,. Cependant trois coquilles d’argent sont apposées sur le chevron.